# Ctenoplectrini
Tribu
Les Ctenoplectrini sont une tribu d'insectes hyménoptères de la famille des Apidae (une des familles d'abeilles) et de la sous-famille des Apinae.

## Liste desgenres
Selon BioLib (14 juillet 2025) :
- Ctenoplectra Kirby, 1826
- Ctenoplectrina Cockerell, 1930